# Francesca Piccinini
Pour les articles homonymes, voir Piccinini.
Francesca Piccinini (née le 10 janvier 1979 à Massa, en Toscane) est une joueuse de volley-ball italienne. Elle mesure 1,85 m et joue réceptionneuse-attaquante. Elle totalise 463 sélections en équipe d'Italie.

## Biographie
Elle est mariée à l'ancien basketteur italien Gianmarco Pozzecco.

## Clubs
| Club                 | Pays   | De        | À         |
| -------------------- | ------ | --------- | --------- |
| Robur Massa          | Italie | 1991-1992 | 1992-1993 |
| Pallavolo Carrarese  | Italie | 1993-1994 | 1994-1995 |
| Reggio Emilia        | Italie | 1995-1996 | 1995-1996 |
| Volley Modena        | Italie | 1996-1997 | 1996-1997 |
| Volley 2000 Spezzano | Italie | 1997-1998 | 1997-1998 |
| Rexona               | Brésil | 1998-1999 | 1998-1999 |
| Volley Bergamo       | Italie | 1999-2000 | 2011-2012 |
| Chieri Volley        | Italie | 2012-2013 | 2012-2013 |
| LJ Volley            | Italie | 2013-2014 | …         |

## Palmarès

### Équipe nationale
- Championnat du monde
  - Vainqueur : 2002.
- Championnat d'Europe
  - Vainqueur : 2009.
  - Finaliste : 2001, 2005.
- Grand Prix mondial
  - Finaliste : 2004, 2005
- Coupe du monde
  - Vainqueur : 2007.
- World Grand Champions Cup
  - Vainqueur : 2009.

### Clubs
- Ligue des champions
  - Vainqueur : 2000, 2005 2007, 2009, 2010.
- Coupe de la CEV
  - Vainqueur : 2004
- Championnat d'Italie
  - Vainqueur : 2002, 2004, 2006, 2011
- Coupe d'Italie
  - Vainqueur :  2006, 2008
- Supercoupe d'Italie
  - Vainqueur : 1999, 2004, 2011.

### Récompenses individuelles
- Ligue des Champions de volley-ball féminin 2006-2007: Meilleure attaquante.
- Ligue des Champions de volley-ball féminin 2009-2010: MVP.